# Димитър Далипо
Димитър Илиев Йошев Кехайов, известен като Далипо (на гръцки: Δημήτρης Νταλίπης, Κωνσταντινίδης, Κεχαγιάς, Димитрис Далипис, Константинидис, Кехаяс), e гъркомански капитан на гръцка андартска чета в Македония.

## Биография

### Във ВМОРО
Димитър Далипо е роден в 1872 година в заможно семейство в костурското село Габреш, днес Гаврос, Гърция. Взима прякора на хайдутина Далипо от Бесвина.
Присъединява се към ВМОРО и взима участие в Илинденско-Преображенското въстание в 1903 година.
Според гръцки източници още с появата на български революционен комитет в Габреш в 1900 година семейството му влиза в конфликт с него. През пролетта на 1903 година убива председателя на комитета на ВМОРО в Габреш, заради личен спор за имоти и се присъединява към гръцката пропаганда, подпомага Коте Христов и Павлос Мелас. По името на Коте променя фамилното си име на Константинидис или Константину.

### Гръцки андарт
Според гръцки източници през септември 1903 година Далипо заедно със Симо Арменски залавят в Поздивища Лазар Поптрайков и го екзекутират. Далипо и Симо остават единствените верни спътници на Коте до деня на ареста му на 19 юни 1904 година, когато Далипо заминава за Атина. Той се завръща от Атина на 17 октомври 1904 година заедно с чета под командването на Георгиос Катехакис - Рувас. На 13 ноември 1904 година четата на Катехакис напада Зелениче, където се провежда голяма българска сватба. Нападението е ръководено от Далипо и Кючукис от Кожани. Двамата, като отлични стрелци, се разполагат пред къщата, в която трябва да се състои сватбата, и убиват всички, които се опитват да избягат, скачайки през прозореца. Клането става известно като Зеленишката кървава сватба.
Далипо участва в сражението при Желево заедно с Павел Киров и Катехакис в 1905 година. Катехакис го хвали в много от писмата си. Далипо също така сътрудничи с капитаните Евтимиос Кудис и Йоанис Каравитис. След заболяването на Катехакис от херния, Далипо заедно с другите двама местни гъркомански капитани Лаки Пирза и Павел Киров до 6 юни 1905 година минава под командването на Георгиос Цондос - Вардас. През това време той участва в боевете при Желево, Преспа, Буковик. На 17 юли 1905 година оглавява собствена чета.
Заедно с Цондос участва в боевете на 25 август 1905 година в Преспа и на 30 август 1905 година при Габреш. От този момент нататък ролята на Цондос като върховен лидер в Костурско е по-скоро координираща по отношение на действията на множеството чети, действащи в Битолския вилает. На 7 септември 1905 година той отвежда завърналите се в Гърция Павлос ГипарисГипарин и Димитриос Склавунос с четите им в Костараджа. Оттогава местните капитани Далипо и Киров остават в Корещата, донякъде независими, защото изглежда не се разбират добре с Цондос. През зимата на 1905 - 1906 година двамата заминават за Гърция.
През пролетта на 1906 година те се завръщат отново в Корещата със собствена обща чета. С решение на Върховния съвет на Гръцкия македонски комитет Далипо е назначен за водач в областта Корещата, където положението в 1906 година е много тежко за гръцките чети. Членовете на българските революционни комитети се увеличават и гъркоманите са унищожени или напуснали областта. Само двамата местни гъркомански капитани Далипо и Киров се задържат, защото познаваха хората, терена и езика.

### Смърт
Сблъсъците на Далипо и Киров през пролетта и лятото на 1906 година с българските чети са непрекъснати. Българската революционна организация се стреми на всяка цена да ги унищожи. Един ден българи известяват турската армия, че гръцките андарти са на лагер в Голина над Писодер. Срещу гърците тръгва военна част, както и четите на Атанас Кършаков и Митре Влаха, но гърците се изтеглят. На 19 ноември 1906 година двете български чети им устройват засада край село Ощима по пътя за Преспа. Далипо загива пръв в редицата, като под куршумите пушката му е прибрана от Спиро Киров. Гръцката чета се оттегля назад, но при отстъплението е убит и Павел Киров. На следния ден Спирена и Стефана Кирова прибират телата на двамата гръцки капитани.
След няколко дни е направено официално погребение, на което присъстват гъркомани от околните села. Далипо оставя дъщеря и четири момчета сираци. Един от неговите синове е Анастасиос Далипис, който е отведен от гръцката държава за безопасност в Атина. Става офицер в Гръцката армия. Другият син на Димитриос Далипис, Атанасиос Далипис, също става офицер в Гръцката армия и е убит като втори лейтенант, сражавайки се в кампанията в Мала Азия на 11 юни 1921 година.

## Почит
В 1960 година в чест на Димитър Далипо на главния път Костур - Лерин, на отбивката за родното му Габреш е издигнат негов бюст. Неговото име носят две улици в Солун - едната в Каламария Солун, а другата в Панорама. Името му носи и големият лагер в Солун, по пътя за летището, където се намира щабът на 20-та бронетанкова дивизия.